# Libros de la ballena
Libros de la ballena es una editorial española que pertenece al Máster de Edición UAM: Taller de Libros de la Universidad Autónoma de Madrid. Su catálogo está formado por novelas recuperadas y autores contemporáneos.

## Historia
Nació en 2011, como reconversión de La Tinta del Calamar Ediciones, una editorial creada con un objetivo pedagógico en 2007 con la colaboración entre la editorial Edelvives y el Máster de Edición UAM. A finales del 2010 terminó la relación entre Edelvives y la Universidad Autónoma de Madrid y empezó el Máster de Edición – Versus UAM: taller de libros con el patrocinio con la distribuidora Versus Sistema de Distribución.

### Máster de Edición UAM: Taller de Libros
Fue creado en 2001 como un curso de especialización y convertido en máster en 2007. Combina las enseñanzas teóricas y las prácticas en empresas con el contacto directo del alumno en el ámbito de la edición. Gracias a la editorial Libros de la Ballena los alumnos son los encargados de llevar a cabo un proyecto editorial completo (edición, distribución y comunicación) que finaliza con la presentación de los libros en la Feria del Libro de Madrid.
Por sus aulas han pasado más de quinientos alumnos que han fundado sellos editoriales como B&B Ediciones, La Uña Rota, El Pez Volador, Círculo de Tiza, o Fotolito Books. Este último fue el ganador del Premio CARPE al Mejor Proyecto en la XI Edición de los Premios CIADE (2014).
El máster cuenta con la participación de profesionales como Esther Aizpuru, Javier Azpeitia, Eduardo Becerra, Constantino Bértolo, Manuel Borrás, Javier Celaya, Juan Cerezo, Camila Enrich Schröder, Luis G. Martín, Gerardo Gonzalo, José Manuel Gómez Luque, Blanca Navarro, Rafael Reig, Virginia Rodríguez, Marta Sanz, Luis Suñén, Emilio Torné, José Ramón Trujillo, Emilio González Urberuaga, etc.

#### Antiguos alumnos
- Raquel Abad (editora de Alfaguara).
- Elena Abril (profesora del máster de Gestión Cultural de la Universidad Carlos III).
- Fátima Amechqar y Roberto Domínguez (agentes literarios de A.C.E.R. Agencia Literaria).
- Elisabeth Falomir (traductora y editora de Editorial Melusina)
- Alberto Marcos (editor de Plaza & Janés).

## Catálogo
Se divide en dos colecciones:
- Los Clásicos de la Ballena: es la heredera de La Tinta del Calamar Ediciones. En ella se incluyen obras de la narrativa universal que van desde grandes autores del Siglo de Oro a escritores españoles y latinoamericanos de principios del siglo XX.
- Los Nuevos de la Ballena: está formada por libros realizados por jóvenes valores de la literatura en español.

| Título                                                                                | Autor                    | Año de publicación |
| ------------------------------------------------------------------------------------- | ------------------------ | ------------------ |
| El pescador de esponjas                                                               | Panaït Istrati           | 2011               |
| Los artistas del hambre                                                               | VV. AA.                  | 2011               |
| Charlotte Temple                                                                      | Susanna H. Rowson        | 2011               |
| Pequeñas historias de la Gran Guerra                                                  | Enrique Gómez Carrillo   | 2011               |
| Los oficios del libro                                                                 | VV. AA.                  | 2012               |
| El Filibustero                                                                        | Justo Sierra O'Reilly    | 2012               |
| Óigame un escuchito…                                                                  | Tomás Carrasquilla       | 2012               |
| Diario de una viajera durante la guerra                                               | George Sand              | 2012               |
| La sombra del humo en el espejo                                                       | Augusto d’Halmar         | 2012               |
| Los sangurimas                                                                        | José de la Cuadra        | 2013               |
| La mujer de todo el mundo                                                             | Alejandro Sawa           | 2013               |
| La teta y la maleta                                                                   | Enrique Gómez Carrillo   | 2013               |
| Codin                                                                                 | Panait Istrati           | 2013               |
| Criadero de curas                                                                     | Alejandro Sawa           | 2014               |
| Diez. Cuatro animales Tres mujeres Dos sitios Un vicio.                               | Juan Emar                | 2014               |
| La tigra y otros relatos brutales                                                     | José de la Cuadra        | 2014               |
| Ese olor                                                                              | Sonallah Ibrahim         | 2014               |
| Mujeres de artistas                                                                   | Alphonse Daudet          | 2015               |
| Diana Cazadora (libro)                                                                | Clímaco Soto Borda       | 2015               |
| Banteki (El salvaje)                                                                  | José Pazó                | 2015               |
| El odio es amor inverso                                                               | Felipe Trigo             | 2015               |
| Madres, putas y esposas                                                               | VV. AA.                  | 2016               |
| Safo (libro)                                                                          | Alphonse Daudet          | 2016               |
| La Nona                                                                               | Roberto Cossa            | 2016               |
| Elogio del libro                                                                      | VV. AA.                  | 2016               |
| Acero de Madrid. Epopeya                                                              | José Herrera ''Petere''  | 2017               |
| Su majestad el Hambre                                                                 | Ernesto Herrera          | 2017               |
| Raucho                                                                                | Ricardo Güiraldes        | 2017               |
| Un día de guerra                                                                      | Valle-Inclán             | 2017               |
| Antología de escritoras españolas de ciencia ficción: ''Distópicas'' y ''Poshumanas'' | VV. AA.                  | 2018               |
| Los haiduci                                                                           | Panait Istrati           | 2018               |
| La vida de pie                                                                        | Herminia Brumana         | 2018               |
| Los arrecifes de coral                                                                | Horacio Quiroga          | 2019               |
| Íntimas                                                                               | Adela Zamudio            | 2019               |
| Cuentos. Para leer con un pitillo en la boca                                          | Daniel Sueiro            | 2019               |
| Novelas cortas. Para leer con un pitillo en la boca                                   | Daniel Sueiro            | 2019               |
| Cuentos de barro                                                                      | Salarrué                 | 2020               |
| Cuentos criminales                                                                    | Laura Méndez de Cuenca   | 2020               |
| Resurrección                                                                          | Joaquim Machado de Assis | 2020               |
| La fuente envenenada                                                                  | Alberto Nin Frías        | 2020               |
| El idiota de mi tío y otros idiotas                                                   | Chae Mansik              | 2022               |
| Paquita (novela)                                                                      | Carolina Coronado        | 2022               |
| La hermana cruel                                                                      | Alfonso Hernández-Catá   | 2022               |
| Vivir a manos llenas                                                                  | José-Miguel Ullán        | 2022               |